# Mirja Puhakka
Mirja Annele Puhakka (* 30. April 1955 in Sippola) ist eine ehemalige finnische Ski-Orientierungsläuferin.
Puhakka gewann bei den drei Ski-Orientierungslauf-Weltmeisterschaften 1980, 1982 und 1984 drei Gold- und drei Silbermedaillen. 1980 wurde sie Doppelweltmeisterin im Einzel und mit Kaija Silvennoinen und Sinikka Kukkonen in der Staffel. 1982 in Österreich wurde sie in beiden Wettbewerben Zweite, 1984 im italienischen Lavarone gewann sie nochmal im Einzel und holte Silber mit der Staffel. Bei der Weltmeisterschaft 1986 wurde sie 13. im Einzel und Vierte mit der Staffel.
Puhakka, die für den Verein Sippurasti aus Anjalankoski startete, gewann fünf finnische Einzelmeisterschaften und eine Meisterschaft mit der Staffel. Außerdem gewann sie mit dem Verein 1978 die erste Austragung des Venla-Staffellaufs im Sommer-Orientierungslauf.

## Platzierungen
Weltmeisterschaften:
- 1980: 1. Platz Einzel, 1. Platz Staffel
- 1982: 2. Platz Einzel, 2. Platz Staffel
- 1984: 1. Platz Einzel, 2. Platz Staffel
- 1986: 13. Platz Einzel, 4. Platz Staffel

Finnische Meisterschaften:
- 5 Einzelmeisterschaften
- 1 Staffelmeisterschaft